# Traumatsko tugovanje
Traumatsko tugovanje (također poznato kao kronično tugovanje, komplicirano tugovanje, produženo tugovanje, kompleksno tugovanje) oblik je tugovanja (žalosti) koje traje duže od normalnog, potresno je ili ekstremno. Ima snažan utjecaj na život osobe djelujući na radni odnos ili međuljudske odnose. Karakterizirano je snažnom čežnjom za preminulom bliskom osobom.
|  | Molimo pročitajte upozorenje o korištenju medicinskih informacija. Ne provodite liječenje bez savjetovanja s liječnikom! |